# Cantó de Zaups
El cantó de Zaups és un cantó francès del departament de la Var, situat al districte de Brinhòla. Té sis municipis i el cap és Zaups.

## Municipis
- Aiguina
- Bèudiran
- Bauduen
- Lei Salas de Verdon
- Verinhon
- Zaups

## Història
| Data d'elecció                           | Identitat           | Partit                         | Qualitat |
| ---------------------------------------- | ------------------- | ------------------------------ | -------- |
| 1951-1973                                | Edouard Le Bellegou | SFIO, després PS               |          |
| 1973-2008                                | Pierre Rollandy     | app. PS, després Divers droite |          |
| 2008-                                    | Pierre Lambert      | Divers droite                  |          |
| les dades anteriors no són pas conegudes |                     |                                |          |
|                                          |                     |                                |          |

| 1962  | 1968  | 1975  | 1982  | 1990  | 1999  | 2006  |
| ----- | ----- | ----- | ----- | ----- | ----- | ----- |
| 1.882 | 2.037 | 1.960 | 2.191 | 2.490 | 2.716 | 2.944 |